# Средње Лакнице
Средње Лакнице (словен. Srednje Laknice) је насељено место у општини Мокроног-Требелно, регија Југоисточна Словенија, Словенија.

## Историја
До територијалне реорганизације у Словенији биле су у саставу старе општине Требње.

## Становништво
У попису становништва из 2011. године Средње Лакнице су имале 32 становника.
| Број становника према пописима | Број становника према пописима | Број становника према пописима |
| ------------------------------ | ------------------------------ | ------------------------------ |
| 1991                           | 2002                           | 2011                           |
| 49                             | 38                             | 32                             |